# A Salamon-szigetek az 1992. évi nyári olimpiai játékokon
A Salamon-szigetek a spanyolországi Barcelonában megrendezett 1992. évi nyári olimpiai játékok egyik részt vevő nemzete volt. Az országot az olimpián 1 sportágban 1 sportoló képviselte, aki viszont érmet nem szerzett.

## Súlyemelés
| Versenyző  | Versenyszám | Szakítás | Szakítás | Lökés    | Lökés    | Összesen | Helyezés |
| Versenyző  | Versenyszám | Eredmény | Helyezés | Eredmény | Helyezés | Összesen | Helyezés |
| ---------- | ----------- | -------- | -------- | -------- | -------- | -------- | -------- |
| Leslie Ata | 75 kg       | 105,0    | 30.      | 130,0    | 29.      | 235,0    | 29.      |